# 일본의 자살
일본의 자살(日本의 自殺)은 일본에서 전국적으로 큰 문제가 되고 있다.

## 통계

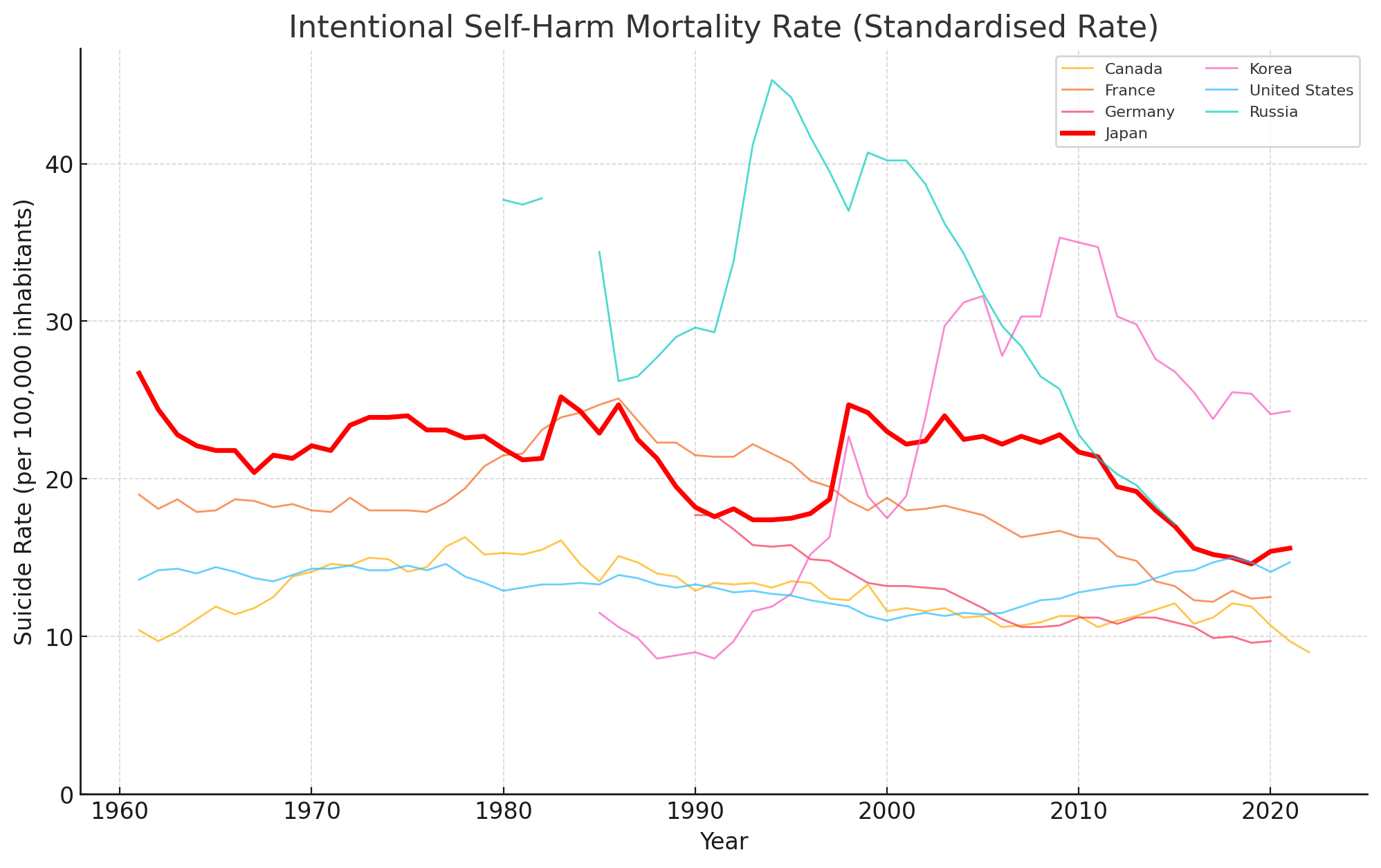
일본, 캐나다, 한국, 프랑스, 독일, 미국, 러시아의 1960년부터 2021년까지 인구 10만 명당 자살 사망자 수.

| 일본의 자살자 수 | 일본의 자살자 수 | 일본의 자살자 수 | 일본의 자살자 수 | 일본의 자살자 수         | 일본의 자살자 수         | 일본의 자살자 수         |
| 연도             | 자살자수(명)     | 자살자수(명)     | 자살자수(명)     | 인구 10만명당 자살률(명) | 인구 10만명당 자살률(명) | 인구 10만명당 자살률(명) |
| 연도             | 총계             | 남성             | 여성             | 총계                     | 남성                     | 여성                     |
| ---------------- | ---------------- | ---------------- | ---------------- | ------------------------ | ------------------------ | ------------------------ |
| 1899             | 5,932            | 3,699            | 2,233            | 13.7                     | 16.9                     | 10.4                     |
| 1900             | 5,863            | 3,716            | 2,147            | 13.4                     | 16.9                     | 9.9                      |
| 1901             | 7,847            | 4,872            | 2,974            | 17.7                     | 21.8                     | 13.5                     |
| 1902             | 8,059            | 4,986            | 3,073            | 17.9                     | 22.1                     | 13.7                     |
| 1903             | 8,814            | 5,547            | 3,267            | 19.4                     | 24.2                     | 14.4                     |
| 1904             | 8,966            | 5,585            | 3,381            | 19.4                     | 24.1                     | 14.7                     |
| 1905             | 8,089            | 5,020            | 3,069            | 17.4                     | 21.4                     | 13.2                     |
| 1906             | 7,657            | 4,665            | 2,992            | 16.3                     | 19.8                     | 12.8                     |
| 1907             | 7,999            | 4,836            | 3,163            | 16.9                     | 20.3                     | 13.4                     |
| 1908             | 8,324            | 5,100            | 3,224            | 17.4                     | 21.2                     | 13.5                     |
| 1909             | 9,141            | 5,735            | 3,405            | 18.8                     | 23.6                     | 14.1                     |
| 1910             | 9,372            | 5,928            | 3,444            | 19.1                     | 24.0                     | 14.0                     |
| 1911             | 9,373            | 5,847            | 3,526            | 18.8                     | 23.4                     | 14.2                     |
| 1912             | 9,475            | 5,955            | 3,520            | 18.7                     | 23.5                     | 14.0                     |
| 1913             | 10,367           | 6,474            | 3,893            | 20.2                     | 25.2                     | 15.2                     |
| 1914             | 10,902           | 6,894            | 4,008            | 20.9                     | 26.4                     | 15.5                     |
| 1915             | 10,153           | 6,503            | 3,650            | 19.2                     | 24.6                     | 13.9                     |
| 1916             | 9,599            | 6,065            | 3,534            | 17.9                     | 22.6                     | 13.3                     |
| 1917             | 9,254            | 5,724            | 3,530            | 17.1                     | 21.1                     | 13.1                     |
| 1918             | 10,101           | 6,147            | 3,954            | 18.5                     | 22.4                     | 14.5                     |
| 1919             | 9,924            | 6,158            | 3,766            | 18.0                     | 22.3                     | 13.7                     |
| 1920             | 10,630           | 6,521            | 4,109            | 19.0                     | 23.3                     | 14.7                     |
| 1921             | 11,358           | 6,923            | 4,435            | 20.0                     | 24.4                     | 15.7                     |
| 1922             | 11,546           | 6,984            | 4,562            | 20.1                     | 24.3                     | 16.0                     |
| 1923             | 11,488           | 7,065            | 4,423            | 19.8                     | 24.2                     | 15.3                     |
| 1924             | 11,261           | 6,958            | 4,303            | 19.1                     | 23.5                     | 14.7                     |
| 1925             | 12,249           | 7,521            | 4,728            | 20.5                     | 25.1                     | 15.9                     |
| 1926             | 12,484           | 7,675            | 4,805            | 20.6                     | 25.1                     | 15.9                     |
| 1927             | 12,845           | 7,912            | 4,933            | 20.8                     | 25.5                     | 16.1                     |
| 1928             | 13,032           | 7,984            | 5,048            | 20.8                     | 25.4                     | 16.2                     |
| 1929             | 12,740           | 7,915            | 4,825            | 20.1                     | 24.8                     | 15.3                     |
| 1930             | 13,942           | 8,810            | 5,132            | 21.6                     | 27.2                     | 16.0                     |
| 1931             | 14,353           | 9,102            | 5,251            | 21.9                     | 27.7                     | 16.1                     |
| 1932             | 14,746           | 9,272            | 5,474            | 22.2                     | 27.8                     | 16.5                     |
| 1933             | 14,805           | 9,110            | 5,695            | 22.0                     | 26.9                     | 17.0                     |
| 1934             | 14,554           | 9,065            | 5,489            | 21.3                     | 26.4                     | 16.1                     |
| 1935             | 14,172           | 8,733            | 5,438            | 20.5                     | 25.1                     | 15.8                     |
| 1936             | 15,423           | 9,766            | 5,657            | 22.0                     | 27.8                     | 16.2                     |
| 1937             | 14,295           | 8,923            | 5,372            | 20.2                     | 25.4                     | 15.1                     |
| 1938             | 12,223           | 7,585            | 4,638            | 17.2                     | 21.6                     | 12.9                     |
| 1939             | 10,785           | 6,502            | 4,283            | 15.1                     | 18.5                     | 11.8                     |
| 1940             | 9,877            | 5,841            | 4,036            | 13.7                     | 16.5                     | 11.0                     |
| 1941             | 9,713            | 5,667            | 4,046            | 13.6                     | 16.3                     | 10.9                     |
| 1942             | 9,393            | 5,498            | 3,895            | 13.0                     | 15.8                     | 10.4                     |
| 1943             | 8,784            | 5,115            | 3,669            | 12.1                     | 14.7                     | 9.6                      |
| 1944             | －               | －               | －               | －                       | －                       | －                       |
| 1945             | －               | －               | －               | －                       | －                       | －                       |
| 1946             | －               | －               | －               | －                       | －                       | －                       |
| 1947             | 12,262           | 7,108            | 5,154            | 15.7                     | 18.6                     | 12.9                     |
| 1948             | 12,753           | 7,331            | 5,422            | 15.9                     | 18.7                     | 13.3                     |
| 1949             | 14,201           | 8,391            | 5,810            | 17.4                     | 20.9                     | 13.9                     |
| 1950             | 16,311           | 9,820            | 6,491            | 19.6                     | 24.1                     | 15.3                     |
| 1951             | 15,415           | 9,035            | 6,380            | 18.2                     | 21.8                     | 14.8                     |
| 1952             | 15,776           | 9,171            | 6,605            | 18.4                     | 21.8                     | 15.1                     |
| 1953             | 17,731           | 10,450           | 7,281            | 20.4                     | 24.4                     | 16.4                     |
| 1954             | 20,635           | 12,641           | 7,994            | 23.4                     | 29.1                     | 17.8                     |
| 1955             | 22,477           | 13,836           | 8,641            | 25.2                     | 31.5                     | 19.0                     |
| 1956             | 22,107           | 13,222           | 8,885            | 24.5                     | 29.8                     | 19.4                     |
| 1957             | 22,136           | 13,276           | 8,860            | 24.3                     | 29.7                     | 19.1                     |
| 1958             | 23,641           | 13,895           | 9,746            | 25.7                     | 30.7                     | 20.8                     |
| 1959             | 21,090           | 12,179           | 8,911            | 22.7                     | 26.6                     | 18.9                     |
| 1960             | 20,143           | 11,506           | 8,637            | 21.6                     | 25.1                     | 18.2                     |
| 1961             | 18,446           | 10,333           | 8,113            | 19.6                     | 22.3                     | 16.9                     |
| 1962             | 16,724           | 9,541            | 7,183            | 17.6                     | 20.4                     | 14.8                     |
| 1963             | 15,490           | 8,923            | 6,567            | 16.1                     | 18.9                     | 13.4                     |
| 1964             | 14,707           | 8,336            | 6,371            | 15.1                     | 17.5                     | 12.9                     |
| 1965             | 14,444           | 8,330            | 6,114            | 14.7                     | 17.3                     | 12.2                     |
| 1966             | 15,050           | 8,450            | 6,600            | 15.2                     | 17.4                     | 13.1                     |
| 1967             | 14,121           | 7,940            | 6,181            | 14.2                     | 16.2                     | 12.2                     |
| 1968             | 14,601           | 8,174            | 6,427            | 14.5                     | 16.5                     | 12.5                     |
| 1969             | 14,844           | 8,241            | 6,603            | 14.5                     | 16.4                     | 12.7                     |
| 1970             | 15,728           | 8,761            | 6,967            | 15.3                     | 17.3                     | 13.3                     |
| 1971             | 16,239           | 9,157            | 7,082            | 15.6                     | 17.9                     | 13.3                     |
| 1972             | 18,015           | 10,231           | 7,784            | 17.0                     | 19.7                     | 14.4                     |
| 1973             | 18,859           | 10,730           | 8,129            | 17.4                     | 20.2                     | 14.8                     |
| 1974             | 19,105           | 10,723           | 8,382            | 17.5                     | 20.0                     | 15.0                     |
| 1975             | 19,975           | 11,744           | 8,231            | 18.0                     | 21.5                     | 14.6                     |
| 1976             | 19,786           | 11,744           | 8,042            | 17.6                     | 21.2                     | 14.1                     |
| 1977             | 20,269           | 12,299           | 7,970            | 17.9                     | 22.0                     | 13.8                     |
| 1978             | 20,788           | 12,859           | 7,929            | 18.0                     | 22.7                     | 13.6                     |
| 1979             | 21,503           | 13,386           | 8,117            | 18.5                     | 23.4                     | 13.8                     |
| 1980             | 21,048           | 13,155           | 7,893            | 18.0                     | 22.8                     | 13.3                     |
| 1981             | 20,434           | 12,942           | 7,492            | 17.3                     | 22.3                     | 12.5                     |
| 1982             | 21,228           | 13,654           | 7,574            | 17.9                     | 23.4                     | 12.6                     |
| 1983             | 25,202           | 17,116           | 8,086            | 21.1                     | 29.1                     | 13.3                     |
| 1984             | 24,596           | 16,508           | 8,088            | 20.4                     | 27.9                     | 13.2                     |
| 1985             | 23,599           | 15,624           | 7,975            | 19.5                     | 26.3                     | 13.0                     |
| 1986             | 25,524           | 16,497           | 9,027            | 21.0                     | 27.6                     | 14.6                     |
| 1987             | 24,460           | 15,802           | 8,658            | 20.0                     | 26.3                     | 13.9                     |
| 1988             | 23,742           | 14,934           | 8,808            | 19.3                     | 24.8                     | 14.1                     |
| 1989             | 22,436           | 13,818           | 8,618            | 18.2                     | 22.8                     | 13.7                     |
| 1990             | 21,346           | 13,102           | 8,244            | 17.3                     | 21.6                     | 13.1                     |
| 1991             | 21,084           | 13,242           | 7,842            | 17.0                     | 21.7                     | 12.4                     |
| 1992             | 22,104           | 14,296           | 7,808            | 17.7                     | 23.4                     | 12.3                     |
| 1993             | 21,851           | 14,468           | 7,383            | 17.5                     | 23.6                     | 11.6                     |
| 1994             | 21,679           | 14,560           | 7,119            | 17.3                     | 23.7                     | 11.2                     |
| 1995             | 22,445           | 14,874           | 7,571            | 17.9                     | 24.2                     | 11.8                     |
| 1996             | 23,104           | 15,393           | 7,711            | 18.4                     | 24.9                     | 12.0                     |
| 1997             | 24,391           | 16,416           | 7,975            | 19.3                     | 26.6                     | 12.4                     |
| 1998             | 32,863           | 23,013           | 9,850            | 26.0                     | 37.1                     | 15.3                     |
| 1999             | 33,048           | 23,512           | 9,536            | 26.1                     | 37.9                     | 14.8                     |
| 2000             | 31,957           | 22,727           | 9,230            | 25.2                     | 36.6                     | 14.2                     |
| 2001             | 31,042           | 22,144           | 8,898            | 24.4                     | 35.6                     | 13.7                     |
| 2002             | 32,143           | 23,080           | 9,063            | 25.2                     | 37.0                     | 13.9                     |
| 2003             | 34,427           | 24,963           | 9,464            | 27.0                     | 40.0                     | 14.5                     |
| 2004             | 32,325           | 23,272           | 9,053            | 25.3                     | 37.3                     | 13.8                     |
| 2005             | 32,552           | 23,540           | 9,012            | 25.5                     | 37.8                     | 13.8                     |
| 2006             | 32,155           | 22,813           | 9,342            | 25.1                     | 36.6                     | 14.3                     |
| 2007             | 33,093           | 23,478           | 9,615            | 25.8                     | 37.6                     | 14.7                     |
| 2008             | 32,249           | 22,831           | 9,418            | 25.2                     | 36.6                     | 14.3                     |
| 2009             | 32,845           | 23,472           | 9,373            | 25.7                     | 37.6                     | 14.3                     |
| 2010             | 31,690           | 22,283           | 9,407            | 24.7                     | 35.8                     | 14.3                     |
| 2011             | 30,651           | 20,955           | 9,696            | 24.0                     | 33.7                     | 14.8                     |
| 2012             | 27,858           | 19,273           | 8,585            | 21.8                     | 31.0                     | 13.1                     |
| 2013             | 27,283           | 18,787           | 8,496            | 21.4                     | 30.3                     | 13.0                     |
| 2014             | 25,427           | 17,386           | 8,041            | 20.0                     | 28.1                     | 12.3                     |
| 2015             | 24,025           | 16,681           | 7,344            | 18.9                     | 27.0                     | 11.3                     |
| 2016             | 21,897           | 15,121           | 6,776            | 17.3                     | 24.5                     | 10.4                     |
| 2017             | 21,321           | 14,826           | 6,495            | 16.8                     | 24.0                     | 10.0                     |
| 2018             | 20,840           | 14,290           | 6,550            | 16.5                     | 23.2                     | 10.1                     |
| 2019             | 20,169           | 14,078           | 6,091            | 16.0                     | 22.9                     | 9.4                      |
| 2020             | 21,081           | 14,055           | 7,026            | 16.7                     | 22.9                     | 10.8                     |
| 2021             | 21,007           | 13,939           | 7,068            | 16.7                     | 22.8                     | 11.0                     |
| 2022             | 21,881           | 14,746           | 7,135            | 17.5                     | 24.3                     | 11.1                     |
| 2023             | 21,837           | 14,862           | 6,975            | 17.6                     | 24.6                     | 10.9                     |
| 2024             | 20,320           | 13,801           | 6,519            | 16.4                     | 22.9                     | 10.3                     |

### 전후
1953년부터 1960년 사이 자살률이 가장 높았던 해는 1958년으로, 당시 남녀 합계 자살률은 인구 10만 명당 25.7명이었고, 자살자 수는 23,641명이었다. 1983년부터 1987년까지의 정점 시기 중 가장 높은 수치를 기록한 해는 1983년으로, 자살률은 10만 명당 21.1명, 자살자 수는 25,202명이었다. 1998년부터 2011년 사이의 정점 시기에는 2003년이 가장 높았으며, 인구 10만 명당 자살률은 27.7명, 자살자 수는 34,427명에 달했다.
자살률의 증감은 대부분 남성의 비중에 기인한다. 1958년 기준, 남성 자살률은 10만 명당 30.7명으로 자살자 수는 13,895명이었고, 여성은 10만 명당 20.8명, 자살자 수는 9,746명이었다. 1983년에는 남성 자살률이 10만 명당 29.1명, 자살자 수는 17,116명이었으며, 여성은 10만 명당 13.3명, 자살자 수는 8,086명이었다. 2003년에는 남성 자살률이 10만 명당 40.0명으로 자살자 수 24,973명, 여성은 10만 명당 14.5명, 자살자 수 9,464명을 기록하였다.

### 최대의 자살자 수 급증
1998년에는 버블 붕괴 이후 국내 금융기관의 연쇄적인 파산이 발생하면서, 연간 자살자 수가 32,863명(경찰청 발표 기준, 인구동태통계 기준으로는 31,755명)에 달했다. 이는 1897년 이후 자살 통계가 집계된 이래 처음으로 연간 자살자 수가 3만 명을 넘은 사례였다. 이후 2003년에는 자살자 수가 34,427명(인구동태통계 기준 32,109명)으로 증가하며 현재까지 집계된 역사상 가장 높은 수치를 기록했다.
1998년부터 이어진 이 자살률의 정점은 전후 최대 규모로 평가된다. 이전까지 연간 자살자 수는 약 2만~2만 5천 명 수준에서 유지되었으나, 1998년에는 전년도보다 8,000명 이상 증가(약 35% 증가)하며 3만 명을 넘어섰다. 특히 전체 자살자 중 약 25%는 45세 이상의 중·장년층이었으며, 이들의 자살이 급증에 큰 영향을 준 것으로 분석된다.
자살률 급등의 배경에는 경기 침체가 크게 작용한 것으로 보인다. 다양한 통계자료와 자살자 유서를 통해, 이 시기의 자살 증가는 주로 경제 불황에 기인한 것으로 추정된다. 경제협력개발기구(OECD) 또한 1990년대 후반 자살률 증가의 요인 중 하나로 아시아 금융 위기를 지목하고 있다.
1999년 8월 7일자 요미우리신문은 남성 자살자의 급증을 보도하면서, "의욕을 잃은 남성"이라는 표현과 함께 남성이 가사 및 육아에 더 적극적으로 참여해야 한다는 젠더 관점에서 자살 원인과 대책을 제시하기도 했다.
불황의 영향을 크게 받는 중·장년 남성의 자살률은 정점 이후에도 높은 수준을 유지했다. 유서를 기반으로 분석된 자살 원인 중 경제적·생활고의 비중이 1998년 이후 크게 증가했다. 내각부 산하 경제사회종합연구소의 통계에 따르면, 실업은 남성 자살률을 지속적으로 높이는 요인으로 작용했고, 특히 30대 후반에서 60대 초반까지의 남성 자살률 급증은 고용 및 경제 환경의 악화와 밀접한 관련이 있는 것으로 나타났다.
한편, 여성의 자살률은 정점 이전과 비교해 큰 변화가 없었으며, 남성 쪽에서 자살률 상승이 뚜렷하게 나타났다. 남성은 연령이 높을수록 자살 위험이 높아지는 경향이 있으며, 고령화는 남성 자살률 증가의 약 20%를 설명하는 것으로 추정된다. 연령별로는 특히 40대부터 60대의 자살 증가가 두드러졌으며, 60대에서는 정점 이전보다 약 30% 증가한 수치를 보였다.
이처럼 1998년 이후의 ‘정년 이전 중·장년 남성 자살률 상승’ 현상은 과거의 자살 양상과는 다른 특성을 가지며, 경제적·사회적 요인이 복합적으로 작용하고 있는 것으로 분석된다. 2003년에는 연간 자살자 수가 3만 4천 명에 이르고, 자살률 또한 인구 10만 명당 27.0명으로 사상 최고치를 기록했다.

### 리먼 쇼크 및 코로나 사태 이후
2009년까지 일본의 연간 자살자 수는 대체로 3만 2천 명 수준에서 유지되었으며, 2010년부터 점차 감소세를 보이기 시작했지만, 3만 명을 넘는 상태는 2011년까지 이어졌다. 단, 후생노동성이 발표한 인구동태통계 기준으로는 2001년, 2002년, 2006년에도 자살자 수가 3만 명을 밑도는 해가 있었다.
연간 자살자 수 3만 명이라는 수치는 하루 평균 80명이 넘는다는 뜻으로, 1998년부터 2012년까지의 14년 동안 약 45만 명이 자살로 생을 마감했다. 자살로 가족을 잃은 유가족은 300만 명이 넘는 것으로 추산되며, 이는 일본 국민 40명 중 1명이 자살 유가족이라는 의미이기도 하다. 자살 문제는 일본 사회에서 매우 심각하고, 개인에게도 가까이 존재하는 현실이다. 당시 일본의 자살자 수는 세계에서 8번째로 많았고, 미국의 두 배, 영국과 이탈리아의 세 배에 이르는 수준으로, 위기적인 상황으로 지적되었다.
2011년 동일본 대지진의 영향으로 자살자가 감소하여, 대규모 재난 이후에는 정신적 스트레스와 경제적 어려움 등이 복합적으로 작용하여 자살률이 일시적으로 상승하는 경향이 나타났다.
2012년부터 자살자 수가 3만 명 이하로 줄어들기 시작했다. 해당 연도의 자살률은 인구 10만 명당 21.8명으로, 총 자살자 수는 27,858명이었다(경찰청 발표 기준). 이는 같은 해 교통사고 사망자 수 4,411명의 약 6.3배에 달하는 수치다.
2013년 3월 14일, 경찰청은 2012년 자살자 수가 전년 대비 9.1% 감소한 27,858명이라고 발표했다. 2014년 1월 발표에 따르면, 2013년 자살자는 27,283명으로 4년 연속 감소세를 기록했다. 특히 경제적·생활상의 이유로 인한 자살이 줄어든 것으로 나타났으며, 이는 경기 회복과 더불어 지방자치단체 단위의 자살 예방 활동이 효과를 보인 결과로 분석되었다.
2014년판 자살대책백서에서는 15세부터 39세까지의 각 연령대에서 주요 사망 원인이 '자살'이라고 밝혀졌다. 백서에서는 "15세부터 34세까지의 젊은 세대에서 사망 원인 1위가 자살인 나라는 선진 7개국 중 일본이 유일하다"고 지적했다. 다만, 이는 전체 사망 원인 중 자살이 차지하는 비율을 의미하는 것이므로, 다른 원인에 의한 사망이 적을 경우 자살의 비중이 상대적으로 높아질 수 있다는 점도 고려해야 한다.
한편, 세계보건기구(WHO)에 따르면 2015년 기준, 전 세계 10~19세 청소년의 주요 사망 원인은 1위 교통사고, 2위 호흡기 질환(대기오염 등), 3위 자살 순이었으며, 유럽과 남아시아 일부 지역에서는 자살이 1위 혹은 2위 사망 원인으로 나타났다.
2019년의 일본 자살자 수는 20,169명으로, 1976년 이후 최저치를 기록했다. 인구 10만 명당 자살률도 16.0명으로 1971년 이후 가장 낮았다. 사상 최다 자살자 수와 자살률을 기록했던 2003년과 비교하면, 자살자 수는 14,258명 줄어들어 약 41.4% 감소했고, 자살률은 40.7% 낮아졌다. 특히 여성의 자살률은 인구 10만 명당 9.4명으로 통계 집계 이래 최저치를 기록했다.
코로나 19 사태로 인해서, 2020년 자살자 수는 21,081명으로 전년 대비 소폭 증가하였다. 특히 여성과 젊은 층에서 자살률이 높게 나타났으며, 2021년 자살자 수는 21,007명으로 전년 대비 다소 감소하였으나, 여성과 20대에서 자살률은 여전히 높은 수준을 유지하였다.
2023년 1월 20일 후생노동성이 발표한 자료에 따르면, 2022년 자살자 수는 잠정치 기준 21,584명으로 전년보다 577명(약 2.7%) 증가했다. 이는 2년 만의 증가세였다. 이 가운데 남성은 14,543명으로 전년보다 604명 늘며 13년 만에 증가했고, 여성은 7,041명으로 27명 줄어 소폭 감소했다. 인구 10만 명당 자살률은 17.2명으로, 전년의 16.7명보다 상승했다. 지역별로는 야마나시현이 24.3명으로 가장 높았고, 이어 아키타현(23.7명), 미야자키현(22.7명) 순으로 나타났다.
2024년 자살자 수는 2023년보다 감소하였으며, 이는 1978년 이후 두 번째로 낮은 수치에 해당한다. 2024년에도 초·중·고등학생의 자살자 수는 529명으로 역대 최고치를 기록하였다. 특히 여학생의 자살자 수가 증가하였으며, 학업 문제, 건강 문제, 가족 문제 등이 주요 원인으로 지목되었다.

## 동기
2007년 일본 경찰청은 자살 동기를 보다 정밀하게 분석하기 위해 자살 원인 분류 체계를 개편하였다. 이에 따라 자살 사유는 최대 세 가지까지 복수로 기재할 수 있으며, 총 50개의 항목으로 세분화되었다.
2020년 기준으로, 전체 자살 사례 중 약 49%가 건강 문제에 기인한 것으로 집계되었다. 이 건강 문제 항목에는 정신적 질환과 신체적 질환이 모두 포함되어 있으나, 두 범주 간의 구체적인 구분은 이루어지지 않았다. 경제적 어려움 및 빈곤 문제는 전체의 17%를 차지하였고, 가족 내 갈등 등 가정 문제는 15%, 직장 내 문제는 10%로 나타났다. 인간관계 갈등은 4%, 학업 관련 문제는 2%였으며, 나머지 10%는 기타 사유로 분류되었다.

## 장소
후지산 기슭에 위치한 아오키가하라은 일본에서 자살이 자주 발생하는 장소로 알려져 있다. 1988년 이전까지는 매년 약 30건 정도의 자살이 이 지역에서 발생한 것으로 파악되었다. 이후 자살자 수는 증가세를 보여, 1999년에는 74건, 2002년에는 78건이 기록되었으며, 2003년에는 총 105구의 시신이 발견되어 해당 지역에서 가장 많은 자살이 발생한 해로 집계되었다. 이러한 상황에 대응하기 위해 경찰은 해당 지역을 순찰하며 자살 시도를 감시하고 있다. 2010년에는 아오키가하라에서 247건의 자살 시도가 있었고, 이 중 54건이 사망으로 이어진 것으로 보고되었다.
철도 선로 또한 자살이 빈번하게 발생하는 장소로 알려져 있으며, 주오쾌속선은 자살 발생 건수가 많은 노선 중 하나로 언급된다. 이에 따라 일부 철도 회사들은 승강장에 스크린 도어를 설치하거나, 진정 효과가 있다고 여겨지는 청색 조명을 도입하는 등 자살 예방을 위한 다양한 방안을 시행하고 있다.

## 사회와 문화적 관점
일본에서는 자살에 대해 상당한 문화적 관용이 존재하며, 이는 일본인에게 공통적으로 경험되는 문화적·사회적 배경을 통해 ‘미적 체험’의 수준으로까지 격상되어 왔다고 평가된다.
일반적으로 일본 사회는 자살에 대해 ‘관대한’ 태도를 보이며, 많은 경우 자살을 도덕적으로 책임 있는 행위로 간주하는 경향이 있다. 이러한 문화적 관용은 역사적으로 군사적 맥락에서 자살이 수행한 기능에서 비롯된 것으로 보인다. 봉건 시대의 일본에서는 사무라이들이 실패나 필연적인 전투 패배를 맞이했을 때 명예를 지키기 위한 의례적 자살인 할복(切腹)을 정당한 행위로 여겼다. 전통적으로 할복은 칼로 자신의 배를 가르는 행위로, 이는 적에게 영혼을 내어주어 굴욕적인 처형이나 고문을 피하고자 하는 목적을 지녔다. 현대에는 이 명예 자살을 하라키리(腹切り)라고도 한다.
또한 일본에서 자살에 대한 문화적 관용은 아마에(甘え)라는 개념, 즉 타인에게 의존하고 수용받고자 하는 욕구와도 연결된다. 일본인들은 개인보다 수용과 동조를 중시하는 경향이 강하다. 이러한 가치관으로 인해 개인의 존재 가치는 타인의 시선에 의해 결정되는 경우가 많으며, 이로 인해 자아 개념이 불안정해지고 소외감을 느낄 때 자살을 고려할 가능성이 높아지게 된다.
자살이 고귀한 전통이라는 문화적 유산은 오늘날에도 어느 정도 영향력을 지니고 있다. 예를 들어, 2007년 비용 비리 의혹을 받던 내각부 장관 마츠오카 도시카츠가 스스로 목숨을 끊었을 때, 당시 도쿄 도지사였던 이시하라 신타로는 그를 ‘진정한 사무라이’라 칭하며 명예를 지켰다고 평가하였다. 이시하라는 또한 제2차 세계대전 당시 가미카제 특공대의 용기를 미화한 영화 《너를 위해 죽으러 간다》(I Go To Die For You)의 각본가이기도 하다.
비록 일본 문화가 전통적으로 자살에 대해 관대한 시각을 가졌으나, 1990년대 이후 급격히 증가한 자살률은 사회적 우려를 증대시켰다. 특히 청소년과 젊은 층에서 인터넷 사용이 급증하고, 자살 관련 사이트가 인기를 얻으면서, 인터넷 문화가 자살률 상승에 미치는 영향에 대해 대중과 언론의 관심이 집중되고 있다.
특히 문제시되는 현상 중 하나는 인터넷 게시판이나 포럼을 통해 주로 낯선 사람들끼리 형성되는 신주(心中) 즉 동반 자살 약속이다. 흔히 ‘인터넷 집단 자살’이라 불리는 이 행위는 다수의 사람들이 동일한 시간과 방법으로 자살하기 위해 만남을 약속하는 것을 의미한다.
역사적으로도 일본 문화에서 집단 자살 개념이 존재했으나, 전통적인 신주는 연인이나 가족 간에 이루어진 반면 현대의 인터넷 집단 자살은 주로 낯선 이들 사이에서 이루어진다는 점에서 차이가 있다. 또한 전통적인 신주는 참여자 모두의 동의를 필요로 하지 않았는데, 이는 서구 문화에서 '살인·자살'로 분류될 수 있는 형태이기도 하다. 예를 들어, 어머니가 자녀를 먼저 살해하고 자신도 자살하는 경우가 이에 해당한다.
1703년 치카마쓰 몬자에몬의 인형극 소네자키 신주(曽根崎心中)는 실제로 있었던 두 연인의 이중 자살 사건을 바탕으로 한 작품으로, 이후 가부키 연극으로도 재창작되었다.
현대의 인터넷 집단 자살은 전통적 명예 자살(할복, 하라키리)과는 달리 일본 언론과 사회로부터 동일한 수준의 관용이나 사회적 수용을 받지 못하고 있다. 대체로 미디어에서는 이유 없는 충동적 행위로 보도하는 경향이 강한 반면, 할복은 적에게 죽임을 당하지 않고 명예를 지키기 위한 특정한 기능을 수행한다는 점에서 구분된다.
오자와 데실바(Ozawa de-Silva)의 연구는 인터넷 집단 자살자들의 사망이 '극심한 존재적 고통, 삶의 가치(이키가이)의 상실, 깊은 외로움과 타인과의 단절'에 기인한다고 주장하며 이러한 인식을 도전하고 있다.
한편, "뉴요커"지는 "전통적으로 어머니가 자신만 자살하고 자녀를 죽이지 않은 경우는 진정으로 악독한 행위로 여겨졌다"고 전하고 있다.

## 정부 대응
2007년 일본 정부는 자살률을 2017년까지 21% 감소시키기 위한 목표로 아홉 단계의 계획, 이른바 '자살 대응 백서'를 발표하였다. 이 백서의 주된 목적은 자살의 근본 원인을 규명하여 예방하고, 자살에 대한 사회적 인식을 변화시키며, 자살 시도자에 대한 치료를 개선하는 데 있다. 2009년에는 자살 예방 정책을 위해 163억 엔을 투입하겠다고 발표하였다.
2010년 회계연도에 따르면 자살 예방을 위해 124억 엔(약 1억 3,300만 달러)의 예산을 배정하였으며, 특히 과도한 부채로 어려움을 겪거나 우울증 치료가 필요한 사람들을 대상으로 한 공공 상담 서비스에 자금을 지원할 계획을 세웠다.
2009년 자살자 수가 전반적으로 증가하였으나, 정부는 9월 이후부터는 자살률이 감소하는 긍정적인 흐름이 나타났다고 주장하였다. 내각부에 따르면 2009년 9월부터 2010년 4월까지 월별 자살자 수가 전년 동기 대비 줄어든 것으로 나타났다. 일본 경찰청의 예비 통계에 따르면 자살자 수는 전년 대비 9.0% 감소하였다. 2012년에는 연간 자살자 수가 3만 명 이하로 떨어졌으며, 2013년에도 감소세가 지속되었다.
2017년에는 일본 정부가 2025년까지 자살률을 30% 줄이기 위한 지침을 승인하였다. 목표는 연간 자살자 수를 16,000명 이하로 감소시키는 것이다. 이를 위해 산후 여성의 정신 건강 검진을 강화하고, 성 소수자에 대한 편견 해소를 위해 무료 상담 전화도 개설하였다.
2021년에는 사회적 고립과 외로움을 줄이기 위해 일본 정부가 ‘외로움 담당 장관’으로 사카모토 데츠시를 임명하였다. 이는 코로나19 팬데믹 기간인 7월부터 10월 사이 자살률이 증가한 데 따른 대응 조치이다.
일본 투데이에 따르면, 2021년 일본의 자살자 수는 20,830명으로 집계되었다. 이는 2020년보다 251명 줄었으나, 코로나19 발생 이전인 2019년보다는 661명 증가한 수치이다. 이 중 남성은 13,815명으로 2020년에 비해 240명 늘었으며, 여성은 7,015명으로 92명 증가하였다. 보건 당국은 자살 증가의 원인으로 코로나19 장기화로 인한 실직과 소득 감소 등의 경제적 어려움을 지목하였다.
2022년에 발표된 연구에 따르면, 2020년 3월부터 2022년 6월까지 코로나19 팬데믹 기간 동안 일본에서 약 8,000건의 자살이 팬데믹이 없었을 경우 예상되던 수치보다 더 발생한 것으로 분석되었다. 이러한 증가는 경제 및 사회 활동 위축에 따른 영향이 주된 원인으로, 정부는 자살률 등의 데이터를 참고하여 방역 조치 완화를 검토하고 있다.

## 같이 보기
- 할복
- 과로사
- 대한민국의 자살